# Parlamento Regional Turingio
El Parlamento Regional Turingio (en alemán: Thüringer Landtag) es el parlamento estatal (Landtag) del estado federado alemán de Turingia. Se reúne en la ciudad de Érfurt, y en la actualidad se compone de 88 miembros de cinco partidos. Actualmente, la CDU está al frente del gobierno, bajo la presidencia de Mario Voigt, en coalición con el SPD y la BSW en un gobierno en minoría. Las funciones principales de este parlamento son aprobar leyes, elegir al ministro-presidente y controlar el gobierno de Turingia.

## Historia
El Landtag del recién establecido Estado Libre de Turingia (Freistaat Thüringen) se reunió por primera vez en 1920 en Weimar. Sus diputados fueron elegidos por tres años de acuerdo con un sistema de representación proporcional, con una edad mínima para votar de 21 años. Durante el período de la República de Weimar hasta 1933, se celebraron seis elecciones estatales. Tras las elecciones de 1929, Turingia se convirtió en uno de los primeros estados federales alemanes donde el Partido Nazi ganó un poder político real. Wilhelm Frick fue nombrado Ministro del Interior del estado de Turingia después de que el NSDAP ganó seis escaños en el Landtag. En las elecciones de 1932, los nazis surgieron como el partido más fuerte con 26 de 61 escaños y Fritz Sauckel asumió el cargo de Ministro-Presidente. Un año después, después de la toma del poder por los nazis en Berlín, el Landtag se disolvió en el curso del Gleichschaltung.
Después de la Segunda Guerra Mundial, el Estado de Turingia se restableció como parte de la zona de ocupación soviética. El 13 de junio de 1946, la Administración Militar Soviética convocó una asamblea estatal (Landesversammlung) presidida por Ricarda Huch; Las primeras elecciones al Landtag de la posguerra se celebraron el 20 de octubre de 1946 y la reunión constitutiva tuvo lugar el 21 de noviembre en el hotel Elephant en Weimar. Según la Constitución de la República Democrática Alemana de 1949, los Landtag estaban privados en gran medida del poder y las segundas elecciones estatales del 15 de octubre de 1950 ya se celebraron bajo los términos de la lista de unidad del Frente Nacional de la República Democrática Alemana. En 1952, el gobierno de Alemania Oriental disolvió los estados federados y Turingia se dividió en distritos (Bezirke) centrados en Erfurt, Gera y Suhl.
El Estado de Turingia fue restaurado durante la reunificación de Alemania y las primeras elecciones al Landtag se celebraron nuevamente el 14 de octubre de 1990.

### Composiciones históricas del parlamento

Legislatura I (1990-1994)
Legislatura II (1994-1999)
Legislatura III (1999-2004)
Legislatura IV (2004-2009)
Legislatura V (2009-2014)
Legislatura VI (2014-2019)
Legislatura VII (2019-2024)
Legislatura VIII (2024-)

## Composición actual

### Resultado electoral
| Elecciones estatales de Turingia de 2024 |                                                        |                    |         |         |           |           |
| Candidaturas                             | Candidaturas                                           | Candidato          | Votos   | Votos   | Diputados | Diputados |
|                                          | Alternativa para Alemania                              | Björn Höcke        | 396 704 | 32,84 % | 32        | 10        |
|                                          | Unión Demócrata Cristiana                              | Mario Voigt        | 285 141 | 23,61 % | 23        | 2         |
|                                          | Alianza Sahra Wagenknecht - Por la Razón y la Justicia | Katja Wolf         | 190 448 | 15,77 % | 15        | 15        |
|                                          | La Izquierda                                           | Bodo Ramelow       | 157 641 | 13,05 % | 12        | 17        |
|                                          | Partido Socialdemócrata                                | Georg Maier        | 73 088  | 6,05 %  | 6         | 2         |
|                                          | Alianza 90/Los Verdes                                  | Madeleine Henfling | 38 289  | 3,17 %  | 0         | 5         |
|                                          | Partido Democrático Libre                              | Thomas Kemmerich   | 13 582  | 1,12 %  | 0         | 5         |
| Fuente: Parlamento de Turingia           |                                                        |                    |         |         |           |           |

### Órganos del Parlamento en la VIII legislatura

#### La Mesa
| Cargo                          | Titular            | Lista |
| ------------------------------ | ------------------ | ----- |
| Presidente                     | Thadäus König      | CDU   |
| Vicepresidenta primera         | Lena Saniye Güngör | Linke |
| Vicepresidente segundo         | Steffen Quasebarth | BSW   |
| Vicepresidenta tercera         | Cornelia Urban     | SPD   |
| Fuente: Parlamento de Turingia |                    |       |

#### Grupos parlamentarios
| Grupo parlamentario            | Grupo parlamentario                       | Grupo parlamentario                       | Integrantes                                            | Líder            | Portavoz         | Escaños |
| ------------------------------ | ----------------------------------------- | ----------------------------------------- | ------------------------------------------------------ | ---------------- | ---------------- | ------- |
|                                | Alternative für Deutschland Thüringen     | Alternative für Deutschland Thüringen     | Alternativa para Alemania                              | Björn Höcke      | Torben Braga     | 32      |
|                                | Christlich Demokratischen Union Thüringen | Christlich Demokratischen Union Thüringen | Unión Demócrata Cristiana                              | Mario Voigt      | Andreas Bühl     | 23      |
|                                | Bündnis Sahra Wagenknecht Thüringen       | Bündnis Sahra Wagenknecht Thüringen       | Alianza Sahra Wagenknecht - Por la Razón y la Justicia | Katja Wolf       | Tilo Kummer      | 15      |
|                                | Die Linke Thüringen                       | Die Linke Thüringen                       | La Izquierda                                           | Christian Schaft | Katja Mitteldorf | 12      |
|                                | Sozialdemokratische Partei Thüringen      | Sozialdemokratische Partei Thüringen      | Partido Socialdemócrata                                | Lutz Liebscher   | Janine Merz      | 6       |
| Fuente: Parlamento de Turingia |                                           |                                           |                                                        |                  |                  |         |

Las últimas elecciones, celebradas en 2024, se llevaron a cabo utilizando un sistema de representación proporcional, con un mínimo del 5% de los votos para recibir escaños.

#### Comisiones
| Comisiones del Parlamento de Turingia                                 |             |                      |                    |
| Comisión                                                              | Presidencia | Presidencia          | Vicepresidencia    |
| Comisiones permanentes                                                |             |                      |                    |
| Educación, Ciencia y Cultura                                          |             | Ulrike Grosse-Röthig | Thomas Benninghaus |
| Asuntos Digitales e Infraestructura                                   |             | Lutz Liebscher       | Anja Müller        |
| Europa, Medios de Comunicación, Voluntariado y Deporte                |             | Roberto Kobelt       | Jens Cotta         |
| Igualdad de Oportunidades                                             |             | Dieter Laudenbach    | Steffen Quasebarth |
| Asuntos Internos, Gobierno Local y Desarrollo Regional                |             | Sigrid Hupach        | Ringo Mühlmann     |
| Justicia, Migración y Protección del Consumidor                       |             | Stefan Möller        | Wolfgang Weißkopf  |
| Asuntos Sociales, Salud, Trabajo y Familia                            |             | Christoph Zippel     | Cornelia Urban     |
| Medio Ambiente, Energía, Conservación de la Naturaleza y Silvicultura |             | Christina Tasch      | Nadine Hoffmann    |
| Asuntos Económicos, Agricultura y Asuntos Rurales                     |             | Uwe Thrum            | Martin Henkel      |
| Presupuesto y Finanzas                                                |             | Maik Kowalleck       | Alexander Kästner  |
| Comisiones por ley                                                    |             |                      |                    |
| Peticiones                                                            |             | Nadine Hoffmann      | Claudia Heber      |
| Revisión Electoral                                                    |             | Denny Jankowski      | Wolfgang Weißkopf  |
| Prisiones                                                             |             | Dieter Laudenbach    | Claudia Heber      |
| Comisiones de control parlamentario                                   |             |                      |                    |
| Oficina de Protección de la Constitución                              |             | Dorothea Marx        | Raymond Walk       |
| Fuente: Parlamento Regional Turingio                                  |             |                      |                    |

#### Consejo
| Nombre                                                      | Nombre                                                      | Cargo                                                       |
| Miembros del Consejo de Ancianos del Parlamento de Turingia | Miembros del Consejo de Ancianos del Parlamento de Turingia | Miembros del Consejo de Ancianos del Parlamento de Turingia |
| Grupo Parlamentario                                         | Grupo Parlamentario                                         | Titular                                                     |
| ----------------------------------------------------------- | ----------------------------------------------------------- | ----------------------------------------------------------- |
|                                                             | Alternative für Deutschland Thüringen 4 miembros            | Torben Braga                                                |
| Jens Cotta                                                  | Alternative für Deutschland Thüringen 4 miembros            |                                                             |
| Daniel Haseloff                                             | Alternative für Deutschland Thüringen 4 miembros            |                                                             |
| Wiebke Muhsal                                               | Alternative für Deutschland Thüringen 4 miembros            |                                                             |
|                                                             | Christlich Demokratischen Union Thüringen 3 miembros        | Andreas Bühl                                                |
| Ulrike Jary                                                 | Christlich Demokratischen Union Thüringen 3 miembros        |                                                             |
| Thadäus Rudolf König                                        | Christlich Demokratischen Union Thüringen 3 miembros        |                                                             |
|                                                             | Bündnis Sahra Wagenknecht Thüringen 3 miembros              | Frank Augsten                                               |
| Steffen Quasebarth                                          | Bündnis Sahra Wagenknecht Thüringen 3 miembros              |                                                             |
| Stefan Wogawa                                               | Bündnis Sahra Wagenknecht Thüringen 3 miembros              |                                                             |
|                                                             | Die Linke Thüringen 2 miembros                              | Saniye Güngör                                               |
| Katja Mitteldorf                                            | Die Linke Thüringen 2 miembros                              |                                                             |
|                                                             | Sozialdemokratische Partei Thüringen 2 miembros             | Cornelia Urban                                              |
| Janine Merz                                                 | Sozialdemokratische Partei Thüringen 2 miembros             |                                                             |
| Fuente: Parlamento Regional Turingio                        |                                                             |                                                             |

## Historia

### Histórico de resultados y distribución de escaños
|  | 82,4 % |

| 15   | 11  | 4   | 11   | 8   | 4    |
| USPD | SPD | DDP | ThLB | DVP | DNVP |

|  | 72,5 % |

| 6   | 9    | 13  | 3   | 10   | 9   | 4    |
| KPD | USPD | SPD | DDP | ThLB | DVP | DNVP |

|  | 89,4 % |

| 13  | 17  | 35           | 7    |
| KPD | SPD | DDP-DVP-DNVP | DVFP |

|  | 78,3 % |

| 8   | 18  | 6     | 5  | 19            |
| KPD | SPD | Otros | WP | ThLB-DVP-DNVP |

|  | 74,9 % |

| 6   | 18  | 3    | 6  | 9    | 5   | 6     |
| KPD | SPD | Otr. | WP | ThLB | DVP | NSDAP |

|  | 85,1 % |

| 10  | 15  | 4    | 6    | 26    |
| KPD | SPD | Otr. | ThLB | NSDAP |

|  | 88,7 % |

| 10  | 13  | 8   | 29    |
| KPD | SPD | KSW | NSDAP |

|  | 87,5 % |

| 50  | 29  | 21  |
| SED | LDP | CDU |

|  | 98,2 % |

| 21  | 11  | 6   | 6   | 6   | 14    | 6   | 15  | 15  |
| SED | FDG | DBD | FDJ | DFD | Otros | NDP | LDP | CDU |

|  | 71,7 % |

| 9   | 21  | 6     | 9   | 44  |
| PDS | SPD | Grüne | FDP | CDU |

|  | 74,8 % |

| 17  | 29  | 42  |
| PDS | SPD | CDU |

|  | 59,9 % |

| 21  | 18  | 49  |
| PDS | SPD | CDU |

|  | 53,8 % |

| 28  | 15  | 45  |
| PDS | SPD | CDU |

|  | 56,2 % |

| 27    | 18  | 6     | 7   | 30  |
| Linke | SPD | Grüne | FDP | CDU |

|  | 52,7 % |

| 28    | 12  | 6     | 34  | 11  |
| Linke | SPD | Grüne | CDU | AfD |

|  | 64,9 % |

| 29    | 8   | 5     | 5   | 21  | 22  |
| Linke | SPD | Grüne | FDP | CDU | AfD |

|  | 73,6 % |

| 15  | 12    | 6   | 23  | 32  |
| BSW | Linke | SPD | CDU | AfD |

## Presidentes delLandtag
Partido Socialdemócrata Independiente de Alemania     Partido Socialdemócrata de Alemania     Liga Agrícola Turingia     Partido Cristiano-Nacional de los Campesinos y Agricultores     Partido Nacionalsocialista Obrero Alemán     Unión Demócrata Cristiana de Alemania     La Izquierda
| Legislatura                         | N.º | Fotografía             | Presidente/a del Landtag | Inicio del mandato       | Fin del mandato              | Duración del mandato       | Vicepresidentes/as                                                 |
| ----------------------------------- | --- | ---------------------- | ------------------------ | ------------------------ | ---------------------------- | -------------------------- | ------------------------------------------------------------------ |
| República de Weimar (1920-1945)     |     |                        |                          |                          |                              |                            |                                                                    |
| I (1920)                            | 1.º |                        | Arthur Drechsler         | 20 de junio de 1920      | 11 de septiembre de 1921     | 1 año, 2 meses y 21 días   | Theodor Bauer Karl Mehnert Rudolf Alander                          |
| II (1921)                           | 2.º |                        | Hermann Leber            | 11 de septiembre de 1921 | 10 de febrero de 1924        | 2 años, 4 meses y 29 días  | Erwin Baum Arthur Drechsler Rudolf Alander                         |
| III (1924)                          | 3.º |                        | Erich Wernick            | 10 de febrero de 1924    | 30 de enero de 1927          | 2 años, 11 meses y 20 días | Hermann Leber Kurt Geier Eduard Rosenthal                          |
| IV (1927)                           | 2.º |                        | Hermann Leber            | 30 de enero de 1927      | 8 de diciembre de 1929       | 2 años, 10 meses y 9 días  | Ernst von Thümmel Kurt Geier Theodor Bauer                         |
| V (1929)                            | 4.º |                        | Ernst von Thümmel        | 8 de diciembre de 1929   | 31 de julio de 1932          | 2 años, 7 meses y 23 días  | Hermann Leber Willy Marschler Hermann Leber                        |
| VI (1932)                           | 5.º |                        | Willy Marschler          | 31 de julio de 1932      | 1 de mayo de 1933            | 9 meses y 1 día            | Ernst von Thümmel Fritz Hille                                      |
| VII (1933)                          | 6.º |                        | Fritz Hille              | 1 de mayo de 1933        | 2 de mayo de 1945            | 12 años y 1 día            | Paul Theuerkauf Erich Theilig Vacante                              |
| Estado de Turingia (1946-1952)      |     |                        |                          |                          |                              |                            |                                                                    |
| I (1946)                            | 1.º |                        | August Frölich           | 20 de octubre de 1946    | 3 de noviembre de 1950       | 5 años, 9 meses y 3 días   | Alphons Gaertner Walter Rücker Werner Eggerath                     |
| II (1950)                           | 1.º | 3 de noviembre de 1950 | August Frölich           | 23 de julio de 1952      | August Bach Paul Erich Blank | 5 años, 9 meses y 3 días   |                                                                    |
| Estado de Libre de Turingia (1990-) |     |                        |                          |                          |                              |                            |                                                                    |
| I (1990)                            | 1.º |                        | Gottfried Müller         | 14 de octubre de 1990    | 16 de octubre de 1994        | 4 años y 2 días            | Peter Friedrich Peter Backhaus                                     |
| II (1994)                           | 2.º |                        | Frank-Michael Pietzsch   | 16 de octubre de 1994    | 12 de septiembre de 1999     | 4 años, 10 meses y 27 días | Peter Friedrich Roland Hahnemann                                   |
| III (1999)                          | 3.ª |                        | Christine Lieberknecht   | 12 de septiembre de 1999 | 13 de juno de 2004           | 4 años, 9 meses y 1 día    | Irene Ellenberger Birgit Klaubert                                  |
| IV (2004)                           | 4.ª |                        | Dagmar Schipanski        | 13 de juno de 2004       | 30 de agosto de 2009         | 5 años, 2 meses y 17 días  | Birgit Klaubert Birgit Pelke                                       |
| V (2009)                            | 5.ª |                        | Birgit Diezel            | 30 de agosto de 2009     | 14 de septiembre de 2014     | 5 años y 15 días           | Birgit Klaubert Heiko Gentzel Franka Hitzing Astrid Rothe-Beinlich |
| VI (2014)                           | 6.º |                        | Christian Carius         | 14 de septiembre de 2014 | 18 de octubre de 2014        | 1 mes y 4 días             | Margit Jung Uwe Höhn                                               |
| VI (2014)                           | 5.ª |                        | Birgit Diezel            | 18 de octubre de 2014    | 26 de noviembre de 2019      | 5 años, 1 mes y 8 días     | Margit Jung Uwe Höhn                                               |
| VII (2019)                          | 7.ª |                        | Birgit Pommer            | 26 de noviembre de 2019  | 28 de septiembre de 2024     | 4 años, 10 meses y 2 días  | Henry Worm Dorothea Marx Astrid Rothe-Beinlich Dirk Bergner        |
| VIII (2024)                         | 8.º |                        | Thadäus König            | 28 de septiembre de 2024 | En el cargo                  | 6 meses y 15 días          | Lena Saniye Güngör Steffen Quasebarth Cornelia Urban               |